# 傅乾
傅乾（1475年—？），字一清，廣西臨桂縣官籍浙江鄞縣人，明朝政治人物。

## 生平
廣西鄉試第三十九名舉人。弘治九年（1496年）中式丙辰科會試第九十四名，三甲第五十二名進士。

## 家族
曾祖傅雍；祖父傅牧之，千戶；父傅金，按察僉事。母張氏（封安人）。具庆下。